# Herreros de Jamuz
Herreros de Jamuz es una localidad situada en el sur de la provincia de León, perteneciente al ayuntamiento de Quintana y Congosto.

## Ubicación
Se sitúa en las coordenadas 42°16′00″N 5°59′00″O / 42.26667, -5.98333. Su código postal es el 24 767.
La C622 atraviesa la localidad, siendo las poblaciones más cercanas Tabuyuelo de Jamuz, Jiménez de Jamuz y Quintana y Congosto.

## Demografía
Cuenta con 73 habitantes.

## Fiestas
Celebra sus fiestas el 6 de mayo y el 15 de agosto.